# Callistochiton philippinarum
Callistochiton philippinarum är en blötdjursart som beskrevs av Thiele 1910. Callistochiton philippinarum ingår i släktet Callistochiton och familjen Ischnochitonidae.
Artens utbredningsområde är Filippinerna. Inga underarter finns listade i Catalogue of Life.